# ボディアート

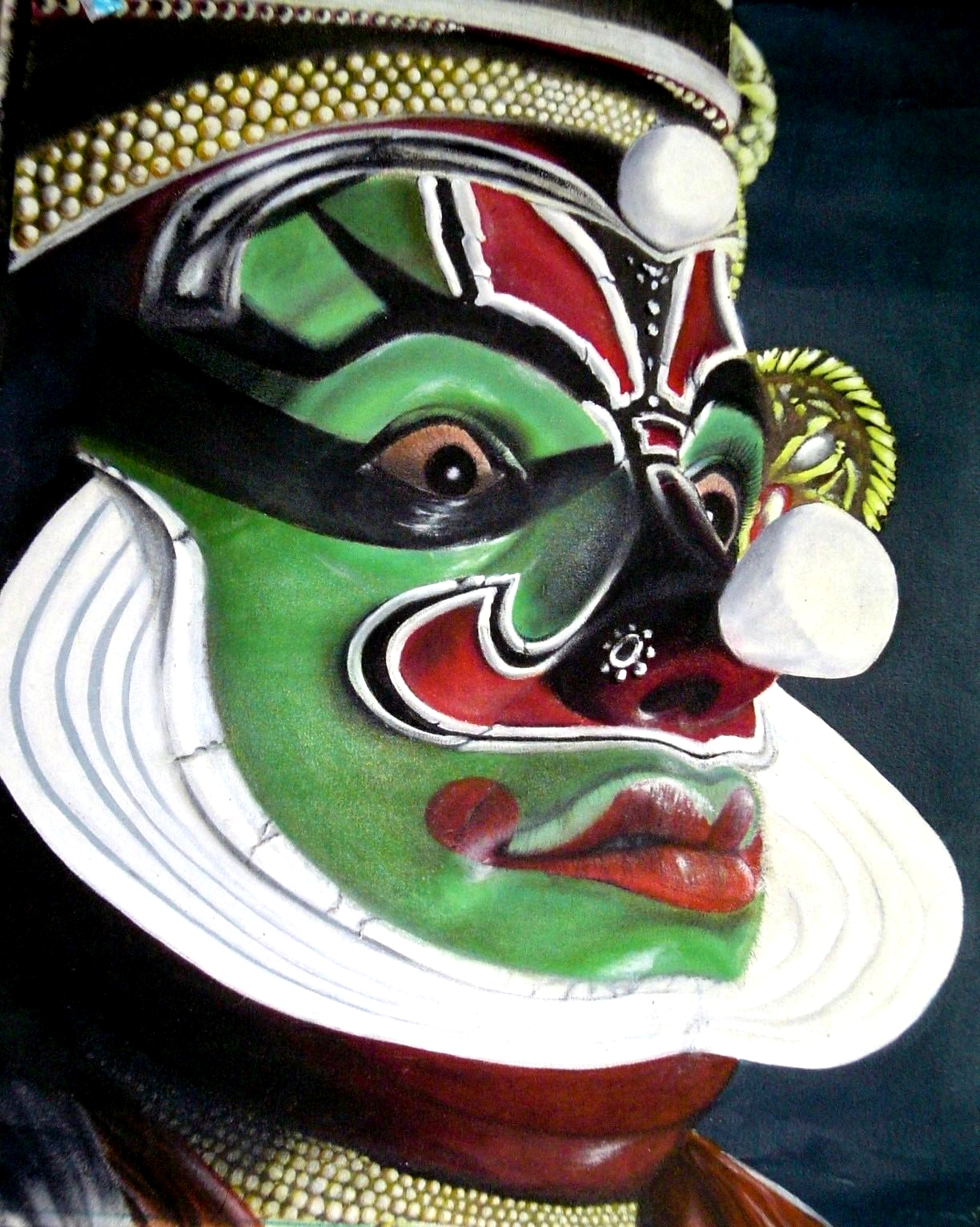
インド・ケーララ州に伝わるフェイスペインティング

ボディアート（Body art）とは人体を媒体に使った芸術のことである。

## 歴史

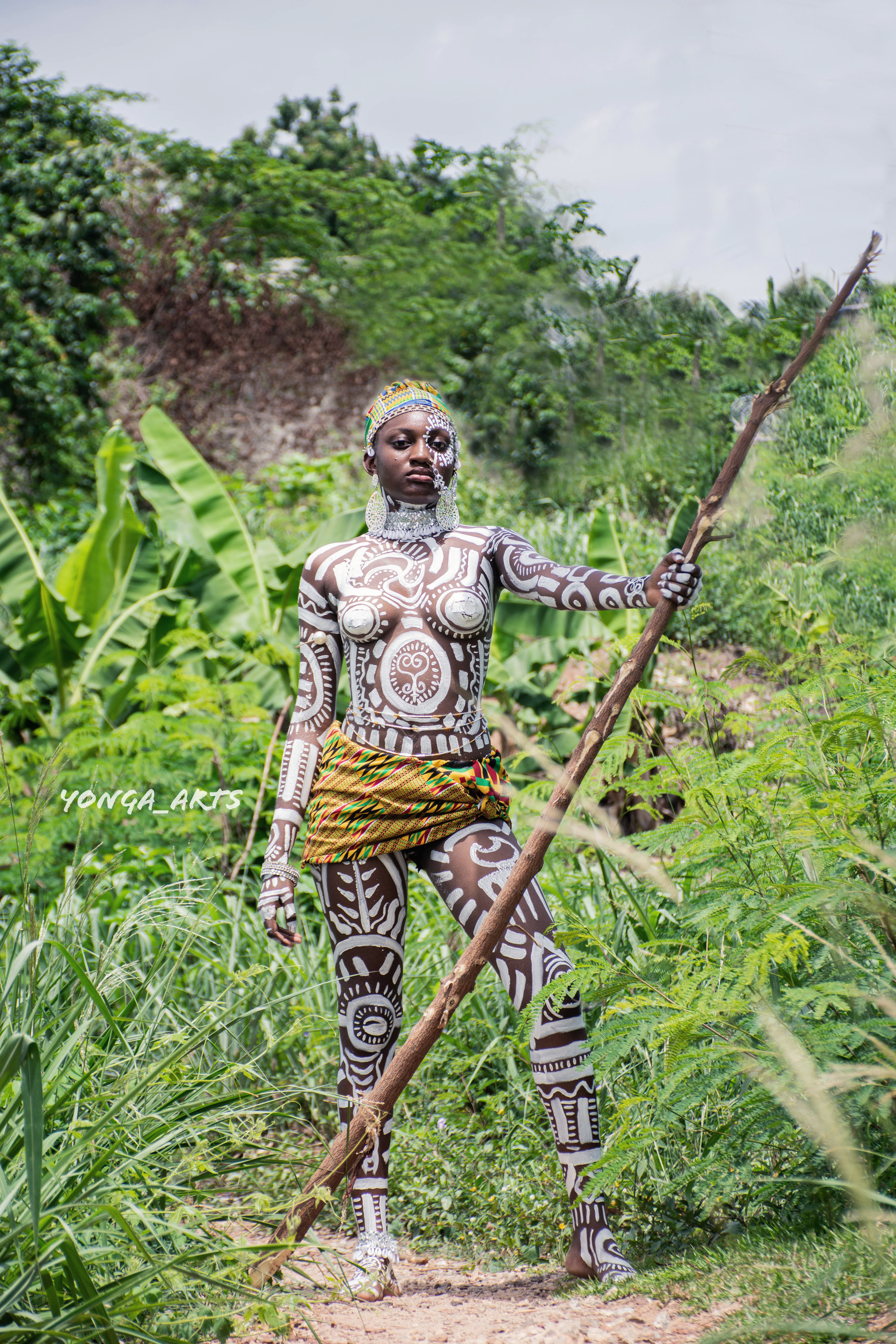
ボディペインティング

身体の表面に描くもの、身体を加工・改造するもの、身体で表現するもの、身体を構成要素の一部とするものなどが含まれる。「ハプニング」のような肉体を使ったアートと、タトゥー、ボディー・ピアシング、身体改造としてのインプラントなどといった身体装飾が挙げられる。
他にもスカリフィケーション （scarification、皮膚に傷跡を作ることで身体を装飾する）、ブランディング（branding、焼印を当てて傷跡をつける）、スカルペリング（scalpelling、スカルペル（メス）で傷を作り装飾品を埋め込む）、シェーピング（shaping、コルセットや纏足で身体を締め付ける）など、過激な身体改造による肉体の装飾や美化といったものもあり、これらも原始時代より今日まで様々な民族が実践してきた。西洋美術では、ボディアートはパフォーマンスアートの下位カテゴリに位置付けられることもある。パフォーマンスアートとしてのボディアートでは、作家が表現のために、自分や他人の体にボディペンティングしたり改造したり、あるいは体を酷使するパフォーマンスを行ったりとさまざまに身体を使用する。
極端なものでは身体へのSM的な加虐など、極限にまで自分の肉体を追い込むものもある。デニス・オッペンハイムの作品では、開いた本を自分の胸に乗せて日光浴をし、本を載せた部分以外の皮膚がひどい日焼けになるまで横たわるというものがある。マリーナ・アブラモヴィッチの作品には、自分が疲労で倒れるまでダンスを踊り続ける、という内容のものがある。『Rhythm O』（1974年）では参加した観客に、72通りの苦痛や歓喜を与える方法が示され、それらをアブラモヴィッチの身体に加えるよう指示される。観客は6時間にわたり彼女をナイフで切ったりするなどのSM的な加虐行為を実施する。このパフォーマンスは、観客の一人がリストの中から弾丸を込めた銃を選び、それを彼女の頭に押し付けたところで、観客同士の乱闘が起きて終了となった.。
2010年代後半には、医学や情報技術の発展に伴い、人体をとりまく環境や認識は劇的に変化している。このような中で身体の問題は哲学・社会学・現代美術において重要な課題となっており、従来のボディアートの概念に収まらない「身体をテーマとする美術」が多くみられる。主要なテーマは、人体への異物のインプラント、機械と人体との共生やサイボーグ、トランスヒューマニズムなどがある。

## 資格
顔に第三者がフェイス・ペイントを施す場合は、美容師免許が必要となる。美容師法（昭和32年法律第163号）「美容師は「美容を業とする者」をいい、劇物などを扱うため、美容師法に基づき厚生労働大臣の免許を得なければならない。美容師の免許を持たないものは美容を業として行うことはできない。なお、業とは反復継続の意思をもって行うことで、有料・無料は問わない。」